# John Ellis (prirodoslovec)
John Ellis, FRS, britanski trgovec in prirodoslovec, * 1710, † 15. oktober 1776.
Preživljal se je kot trgovec s platnom, v prostem času pa se je specializiral za raziskave koral. Leta 1754 je bil izvoljen za člana Kraljeve družbe in naslednje leto objavil monografijo An essay towards the Natural History of the Corallines. Kot kraljevi odposlanec za Zahodno Florido in Dominiko je v domovino prinesel semena mnogih eksotičnih rastlinskih vrst in se aktivno dopisoval z drugimi botaniki, tudi z Linnejem.

## Nagrade
- Copleyjeva medalja (1767)

1. ↑  data.bnf.fr: platforma za odprte podatke — 2011.
2. ↑  Record #119507331 // Gemeinsame Normdatei — 2012—2016.
3. ↑  SNAC — 2010.
4. ↑  IPNI.  J.Ellis.